# Saint-Jean-Kerdaniel
Saint-Jean-Kerdaniel (bretonisch Sant-Yann-Gerdaniel) ist eine französische Gemeinde mit 691 Einwohnern (Stand: 1. Januar 2022) im Département Côtes-d’Armor in der Region Bretagne. Sie gehört zum Arrondissement Guingamp und zum Kanton Plélo. Die Einwohner werden Kerdanielais(es) genannt.

## Geographie
Saint-Jean-Kerdaniel liegt etwa 19 Kilometer nordwestlich von Saint-Brieuc im Norden des Départements Côtes-d’Armor. Das Gemeindegebiet wird vom Fluss Goazel durchquert, an der östlichen Gemeindegrenze verläuft der Dourmeur.

## Bevölkerungsentwicklung
| Jahr      | 1793 | 1821 | 1841 | 1851 | 1886 | 1931 | 1962 | 1968 | 1975 | 1982 | 1990 | 1999 | 2006 | 2012 |
| --------- | ---- | ---- | ---- | ---- | ---- | ---- | ---- | ---- | ---- | ---- | ---- | ---- | ---- | ---- |
| Einwohner | 450  | 634  | 720  | 794  | 745  | 510  | 410  | 379  | 303  | 289  | 373  | 461  | 524  | 586  |

Quellen: Cassini und INSEE

## Sehenswürdigkeiten

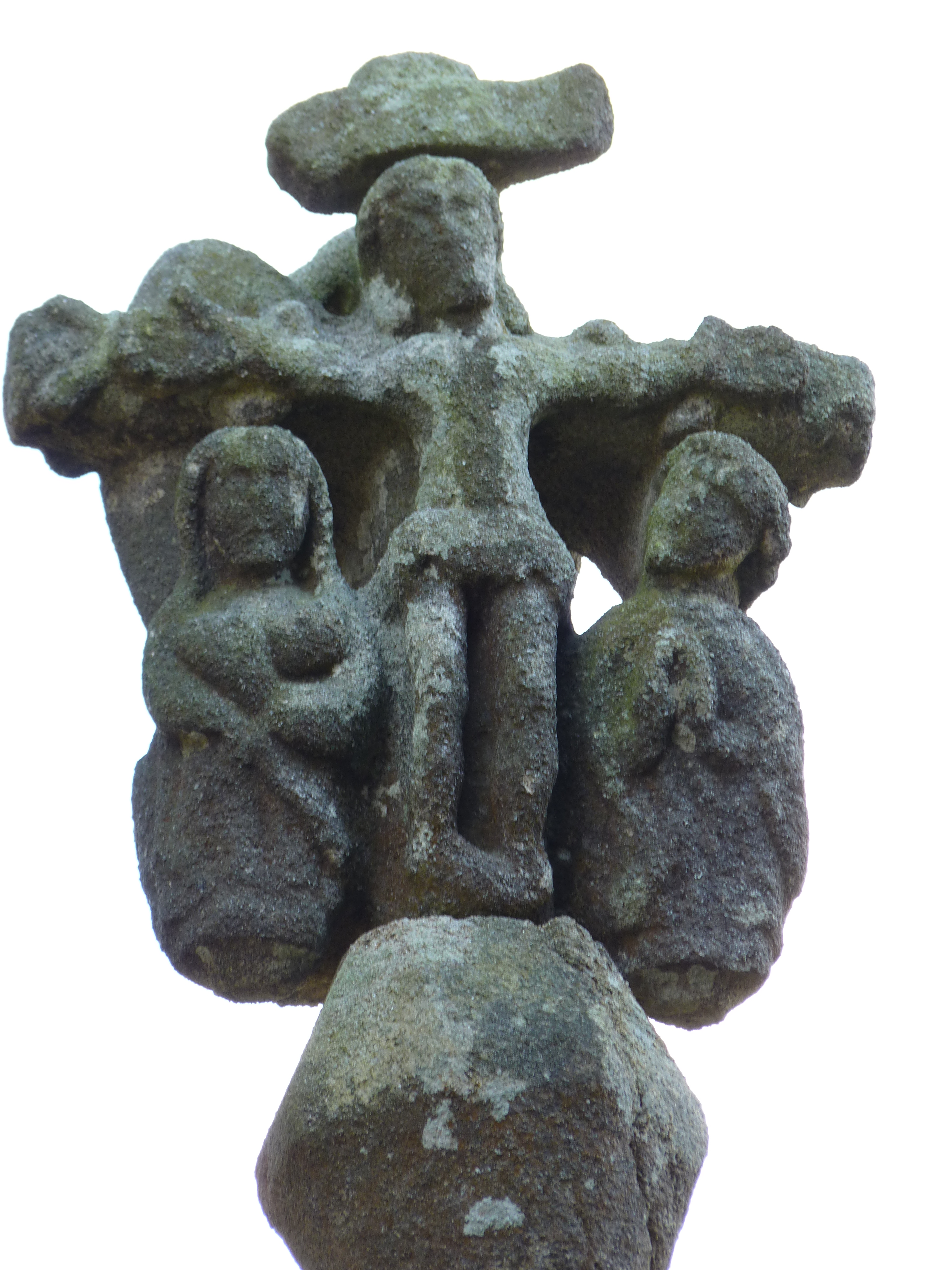
Das Kreuz von Kerfontan

Das Kreuz von Kerfontan aus dem 17. Jahrhundert, das auf einer Säule eine Kreuzigungsgruppe und in deren Rücken eine Michaelsfigur darstellt. ist seit 1926 als Monument historique klassifiziert.

## Gemeindepartnerschaften
Mit der deutschen Gemeinde Lenggries in Bayern besteht eine Partnerschaft.